# برانکو چیکاتیچ
برانکو چیکاتیچ (انگلیسی: Branko Cikatić؛ ۴ اکتبر ۱۹۵۵ – ۲۳ مارس ۲۰۲۰) جودوکار، بوکسور، کاراته‌کا، ورزشکار هنرهای رزمی ترکیبی و تکواندوکار اهل یوگسلاوی بود.
از فیلم‌ها یا برنامه‌های تلویزیونی که وی در آن نقش داشته‌است می‌توان به آسمان‌خراش اشاره کرد.